# Рукопись, найденная в Сарагосе
«Ру́копись, на́йденная в Сараго́се» (фр. Manuscrit trouvé à Saragosse, пол. Rękopis znaleziony w Saragossie) — незавершённый франкоязычный роман польского аристократа Яна Потоцкого. Первые главы романа были опубликованы отдельно в 1797 году. В дальнейшем Потоцкий постепенно дописывал и публиковал новые главы вплоть до самоубийства в 1815 году.

## Сюжет
Во время наполеоновской осады Сарагосы офицеры обнаруживают в захваченном здании старинную рукопись и погружаются в её чтение. В рукописи рассказывается об испанском офицере времён войны за испанское наследство, Альфонсе ван Вордене, который на протяжении 66 дней странствовал по горам Сьерра-Морены, пытаясь попасть в свой полк в Мадриде.
В начале романа Альфонс сталкивается со странными мистическими и пугающими явлениями, но затем присоединяется к кочующему цыганскому табору. Он и остальные герои постоянно рассказывают друг другу истории, внутри которых зачастую оказываются истории героев этих историй (литературная техника «роман в романе»).

## Жанр
В жанровом отношении роман своеобразен. В нём можно найти элементы плутовского романа, готического романа и «шкатулочных повестей» вроде «Мельмота Скитальца». Из-за использования рамочной истории (и не одной) его часто сравнивают с «Тысячью и одной ночью» и «Декамероном».
Цветан Тодоров трактует «Рукопись» как архетип фантастического в литературе — жанра, построенного на отсутствии определённости относительно того, насколько реальны описанные в книге события. Альфонс, как и читатель, постоянно колеблется между сверхъестественным и рациональным объяснениями того, что с ним происходит: либо сёстры — бесовское наваждение, либо это женщины из плоти и крови, которые просто разыгрывают его.

Может ли быть, чтобы два таких милых, прелестных создания были злыми духами, которые привыкли издеваться над смертными, принимая всевозможные обличья, либо колдуньями, или, что ещё страшней, вампирами?.. До сих пор я полагал, что сумею объяснить себе эти явления обычным способом, но теперь уж сам не знал, чему верить…

## Значение
«Рукопись» была переведена на многие языки, включая английский, польский, немецкий и русский. В 1965 году польский кинорежиссёр Войцех Хас снял по мотивам романа одноимённый фильм. Позже румынский драматург Александру Дабижа адаптировал роман, сочинив на его основе пьесу Saragosa, 66 de Zile («Сарагоса, 66 дней»).
У Александра Пушкина есть стихотворение «Альфонс садится на коня…», которое написано по мотивам, навеянным началом «Рукописи».
По мотивам одного из эпизодов, изложенных в романе («День десятый, История Тибальда де ла Жакьера»), в 1970 году Анри Волохонский и Алексей Хвостенко написали песню «Свидание» («Орландина»), где рассказывалось о встрече с прекрасной Орландиной, обернувшейся в финале Люцифером.

## Публикации текста
- Потоцкий Я. Рукопись, найденная в Сарагосе / пер. А. С. Голембы ; изд. подг. И. Ф. Бэлза. — М. : Наука, 1968. — 624 с. — (Литературные памятники). — 30 000 экз.
- Потоцкий Я. Рукопись, найденная в Сарагосе / пер. Д. Горбова ; изд. подг. С. С. Ланда. — М. : Художественная литература, 1971. — 640 с. — 50 000 экз.